# (22537) Meyerowitz
Pour les articles homonymes, voir Meyerowitz.
(22537) Meyerowitz est un astéroïde de la ceinture principale d'astéroïdes.

## Description
(22537) Meyerowitz est un astéroïde de la ceinture principale d'astéroïdes. Il fut découvert le 20 mars 1998 à Socorro (Nouveau-Mexique) par le projet LINEAR. Il présente une orbite caractérisée par un demi-grand axe de 2,73 UA, une excentricité de 0,07 et une inclinaison de 4,2° par rapport à l'écliptique.

## Compléments